# Isabelo Abarquez
Isabelo Caiban Abarquez (ur. 8 lipca 1959 w Panlaan) – filipiński duchowny rzymskokatolicki, od 2007 biskup Calbayog.

## Życiorys
Święcenia kapłańskie przyjął 23 czerwca 1987 i został inkardynowany do archidiecezji Cebu. Pracował przede wszystkim w seminariach diecezjalnych. W latach 1998–2002 pełnił funkcję rektora wyższego seminarium.
27 grudnia 2002 został mianowany biskupem pomocniczym Cebu oraz biskupem tytularnym Talaptuli. Sakry biskupiej udzielił mu 18 lutego 2003 kard. Ricardo Vidal. On też powierzył mu zarządzanie miejscową katedrą.
19 czerwca 2004 papież Jan Paweł II mianował go biskupem pomocniczym Palo.
5 stycznia 2007 ogłoszono jego nominację na biskupa Calbayog. Ingres odbył się 8 marca 2007.